# Meyssac
Meyssac este o comună în departamentul Corrèze din centrul Franței. În 2009 avea o populație de 1.245 de locuitori.

## Evoluția populației
| An        | 1975  | 1982  | 1990  | 1999  | 2006  | 2009  |
| --------- | ----- | ----- | ----- | ----- | ----- | ----- |
| Populație | 1.073 | 1.103 | 1.124 | 1.100 | 1.208 | 1.245 |